# Smilax glaucochina
Smilax glaucochina är en enhjärtbladig växtart som beskrevs av Otto Warburg och Friedrich Ludwig Diels. Smilax glaucochina ingår i släktet Smilax och familjen Smilacaceae. Inga underarter finns listade.